# Diplacina ismene
Diplacina ismene is een libellensoort uit de familie van de korenbouten (Libellulidae), onderorde echte libellen (Anisoptera).
De wetenschappelijke naam Diplacina ismene is voor het eerst geldig gepubliceerd in 1933 door Lieftinck.